# Volta al Pedraforca

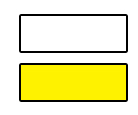
Marca de Sender de Petit Recorregut

El PR-C 123 és un sender circular, abalisat com a Petit Recorregut que surt del Mirador del Gresolet. Enllaça amb   GR-107 ,   GR-150 ,   GR-150-1 ,  PR-124 

## Característiques
Durada: 5:05 h
Distància: 14,75 km
Comarca: Alt Urgell

## Descripció de l'itinerari
| Temps Totals | Distàncies Totals | Punt itinerari                      |
| ------------ | ----------------- | ----------------------------------- |
| 0:00 h       | 0,000 km          | Mirador del Gresolet. Enllaç PR-124 |
| 0:01 h       | 0,100 km          | Enllaç PR-124                       |
| 0:16 h       | 0,800 km          | Refugi Lluís Estasèn.               |
| 0:30 h       | 1,520 km          | Canal de Riambau.                   |
| 0:57 h       | 2,230 km          | Balma de les Orenetes.              |
| 1:40 h       | 3,500 km          | Coll del Verdet.                    |
| 2:30 h       | 5,600 km          | Coll del Teuler.                    |
| 3:02 h       | 7,600 km          | Enllaç GR-107 i GR-150              |
| 3:35 h       | 9,720 km          | Gósol. Enllaç GR-150 i GR-150-1     |
| 3:39 h       | 10,020 km         | Enllaç GR-107                       |
| 4:39 h       | 12,220 km         | Prat a la carena.                   |
| 6:09 h       | 14,530 km         | Enforcadura del Pedraforca.         |
| 7:15 h       | 17,070 km         | Refugi Lluís Estasèn.               |
| 7:29 h       | 17,770 km         | Enllaç PR-124                       |
| 7:30 h       | 17,870 km         | Mirador del Gresolet. Enllaç PR-124 |